# سنديان قيقبي الأوراق
سنديان قيقبي الأوراق (الاسم العلمي: Quercus acerifolia)، نوع نادر من أنواع السنديان في أمريكا الشمالية من قسم السنديان الأحمر Quercus Lobatae وفصيلة الزانية. إنهُ متوطن في جبال أوزارك في ولاية أركنساس في جنوب وسط الولايات المتحدة.